# Stary Gręboszów
Stary Gręboszów – przysiółek wsi Gręboszów w Polsce, położony w województwie opolskim, w powiecie namysłowskim, w gminie Domaszowice. Przysiółek wchodzi w skład sołectwa Gręboszów.
W latach 1975–1998 przysiółek należał administracyjnie do województwa opolskiego.